# Alexander Groven
Alexander Groven (Oslo, 2 gennaio 1992) è un calciatore norvegese, difensore dell'Hønefoss.

## Carriera

### Club

#### Lyn Oslo
Groven ha iniziato la carriera professionistica con la maglia del Lyn Oslo. Il 4 ottobre 2009 ha debuttato nell'Eliteserien, sostituendo Fredrik Dahm nella sconfitta per 2-1 in casa del Lillestrøm. Al termine della stagione, la squadra è retrocessa in 1. divisjon. Groven giocò 7 incontri con questa maglia, nel 2010: il club ha dichiarato però bancarotta, lasciando liberi tutti i calciatori e sono stati dichiarati nulli tutti i match di campionato giocati fino a quel momento.

#### Hønefoss
Ad agosto 2010 è passato all'Hønefoss a parametro zero, giocando il primo incontro con questa maglia il 12 settembre, schierato titolare nella sconfitta casalinga per 0-2 contro l'Haugesund. L'Hønefoss è retrocesso dall'Eliteserien a fine stagione. Il 17 luglio 2011 è arrivata la sua prima rete in campionato, nel successo per 2-1 sul Kongsvinger. Ha contribuito al 1º posto finale dello Hønefoss e alla sua conseguente promozione.

#### Sarpsborg 08
Il 29 luglio 2015, il Sarpsborg 08 ha annunciato d'aver ingaggiato Groven, che si è legato al nuovo club con un contratto valido per i successivi due anni e mezzo.

### Nazionale
Il 7 maggio 2013, è stato incluso nella lista provvisoria consegnata all'UEFA dal commissario tecnico Tor Ole Skullerud in vista del campionato europeo Under-21 2013. Il 22 maggio, il suo nome è comparso tra i 23 calciatori scelti per la manifestazione. Il 25 maggio ha subito però un infortunio nella sfida di campionato contro il Molde, dovendo così rinunciare alla convocazione: al suo posto, è stato scelto Markus Henriksen.

## Statistiche

### Presenze e reti nei club
Statistiche aggiornate al 2 gennaio 2018.
| Stagione            | Club                | Campionato          | Campionato | Campionato | Coppe nazionali | Coppe nazionali | Coppe nazionali | Coppe continentali | Coppe continentali | Coppe continentali | Supercoppe | Supercoppe | Supercoppe | Totale | Totale |
| Stagione            | Club                | Comp                | Pres       | Reti       | Comp            | Pres            | Reti            | Comp               | Pres               | Reti               | Comp       | Pres       | Reti       | Pres   | Reti   |
| ------------------- | ------------------- | ------------------- | ---------- | ---------- | --------------- | --------------- | --------------- | ------------------ | ------------------ | ------------------ | ---------- | ---------- | ---------- | ------ | ------ |
| 2009                | Lyn Oslo            | ES                  | 1          | 0          | CN              | 0               | 0               | -                  | -                  | -                  | -          | -          | -          | 1      | 0      |
| gen.-giu. 2010      | Lyn Oslo            | 1D                  | 0          | 0          | CN              | 2               | 0               | -                  | -                  | -                  | -          | -          | -          | 2      | 0      |
| Totale Lyn Oslo     | Totale Lyn Oslo     | Totale Lyn Oslo     | 1          | 0          |                 | 2               | 0               |                    | -                  | -                  |            | -          | -          | 3      | 0      |
| ago.-dic. 2010      | Hønefoss            | ES                  | 6+1        | 0          | CN              | -               | -               | -                  | -                  | -                  | -          | -          | -          | 7      | 0      |
| 2011                | Hønefoss            | 1D                  | 14         | 1          | CN              | 1               | 0               | -                  | -                  | -                  | -          | -          | -          | 15     | 1      |
| 2012                | Hønefoss            | ES                  | 25         | 1          | CN              | 3               | 0               | -                  | -                  | -                  | -          | -          | -          | 28     | 1      |
| 2013                | Hønefoss            | ES                  | 24         | 0          | CN              | 2               | 0               | -                  | -                  | -                  | -          | -          | -          | 26     | 0      |
| 2014                | Hønefoss            | 1D                  | 18         | 2          | CN              | 0               | 0               | -                  | -                  | -                  | -          | -          | -          | 18     | 2      |
| gen.-lug. 2015      | Hønefoss            | 1D                  | 16         | 2          | CN              | 1               | 0               | -                  | -                  | -                  | -          | -          | -          | 17     | 2      |
| Totale Hønefoss     | Totale Hønefoss     | Totale Hønefoss     | 103+1      | 6+0        |                 | 7               | 0               |                    | -                  | -                  |            | -          | -          | 111    | 6      |
| lug.-dic. 2015      | Sarpsborg 08        | ES                  | 11         | 1          | CN              | 2               | 0               | -                  | -                  | -                  | -          | -          | -          | 13     | 1      |
| 2016                | Sarpsborg 08        | ES                  | 22         | 1          | CN              | 4               | 0               | -                  | -                  | -                  | -          | -          | -          | 26     | 1      |
| 2017                | Sarpsborg 08        | ES                  | 4          | 0          | CN              | 1               | 0               | -                  | -                  | -                  | -          | -          | -          | 5      | 0      |
| Totale Sarpsborg 08 | Totale Sarpsborg 08 | Totale Sarpsborg 08 | 37         | 2          |                 | 7               | 0               |                    | -                  | -                  |            | -          | -          | 44     | 2      |
| 2018                | Hønefoss            | 2D                  | 0          | 0          | CN              | 0               | 0               | -                  | -                  | -                  | -          | -          | -          | 0      | 0      |
| Totale              | Totale              | Totale              | 141+1      | 8+0        |                 | 16              | 0               |                    | -                  | -                  |            | -          | -          | 158    | 8      |

## Palmarès

### Club

#### Competizioni nazionali
- 1. divisjon: 1

Hønefoss: 2011